# Dignity Health Sports Park
Le Dignity Health Sports Park (anciennement dénommé StubHub Center ou Home Depot Center) est un complexe sportif situé à Carson, Californie, sur le campus de l'université californienne de Dominguez Hills dans la banlieue de Los Angeles. Construit en 2002 et ouvert en 2003, il a une capacité de 27 000 places.

## Construction
Commandité par la société Anschutz Entertainment Group (AEG), le stade, imaginé uniquement pour les matchs de football, a vu sa construction commencer en 2002 et a ouvert ses portes en juin 2003. Les travaux ont coûté au total 150 millions $ US. Le stade principal a une capacité de 27 000 places.
En plus du stade de football, le Dignity Health Sports Park possède un vélodrome de 2 500 places et un stade d'athlétisme de 20 000 places. Son stade de tennis est le Dignity Health Tennis Center.

## Changements du nom
Au cours de ses dix premières années, le sponsor du nom était la société de vente en détail de matériel The Home Depot. En 2013, c'est la société  (en) (vente de tickets en ligne) qui reprend le sponsoring, le stade étant renommé The StuHub Center. En 2019, la société Dignity Health (en) acquiert les droits du nom et rebaptise le stade Dignity Health Sports Park.

## Les équipes de soccer résidentes
Le Dignity Health Sports Park accueille actuellement un club de MLS (soccer): le Galaxy de Los Angeles. La défunte équipe féminine de football du Sol de Los Angeles a joué dans ce stade lors de la saison 2009 de WPS.
Il sert aussi de stade pour les matchs internationaux de l'équipe américaine masculine et féminine de football.
Le stade a également hébergé la finale de la Coupe du monde de football féminin en 2003, les finales de la MLS en 2003, 2004, 2008, 2011 et 2012 et enfin le Match des étoiles de la MLS de 2003.

## Autres événements
Le Dignity Health Sports Park accueille aussi les ESPN X Games d'été depuis 2005. Des épreuves de skateboard, de roller, de BMX, de courses automobiles et de moto y sont organisées chaque année.
Le stade d'athlétisme accueille les matchs de crosse du Los Angeles Riptide ainsi que l'Adidas Running Club 
et la compétition Adidas Track Classic (en).
L'étape américaine du IRB Sevens World Series de rugby est organisée dans ce stade de 2004 à 2006 puis de nouveau à partir de 2020.
Le combat entre Arthure Abraham et Andre Ward pour le titre WBA Monde.
Le 12 janvier 2017, les Chargers de San Diego de la NFL annoncent qu'ils devraient utiliser le stade de soccer pour les saisons 2017 et 2018, dans l'attente de la construction d'un nouveau stade, SoFi Stadium, qu'ils partageront avec les Rams de Los Angeles .
Le stade sert de domicile temporaire à l'équipe de football américain des Aztecs de San Diego State pour les saisons 2020 et 2021. L'ancien stade à domicile des Aztecs, le SDCCU Stadium, est en cours de démolition et remplacé par le nouveau Snapdragon Stadium, dont l'ouverture est prévue en 2022.

## Galerie

Vue panoramique du stade pendant la MLS Cup 2008

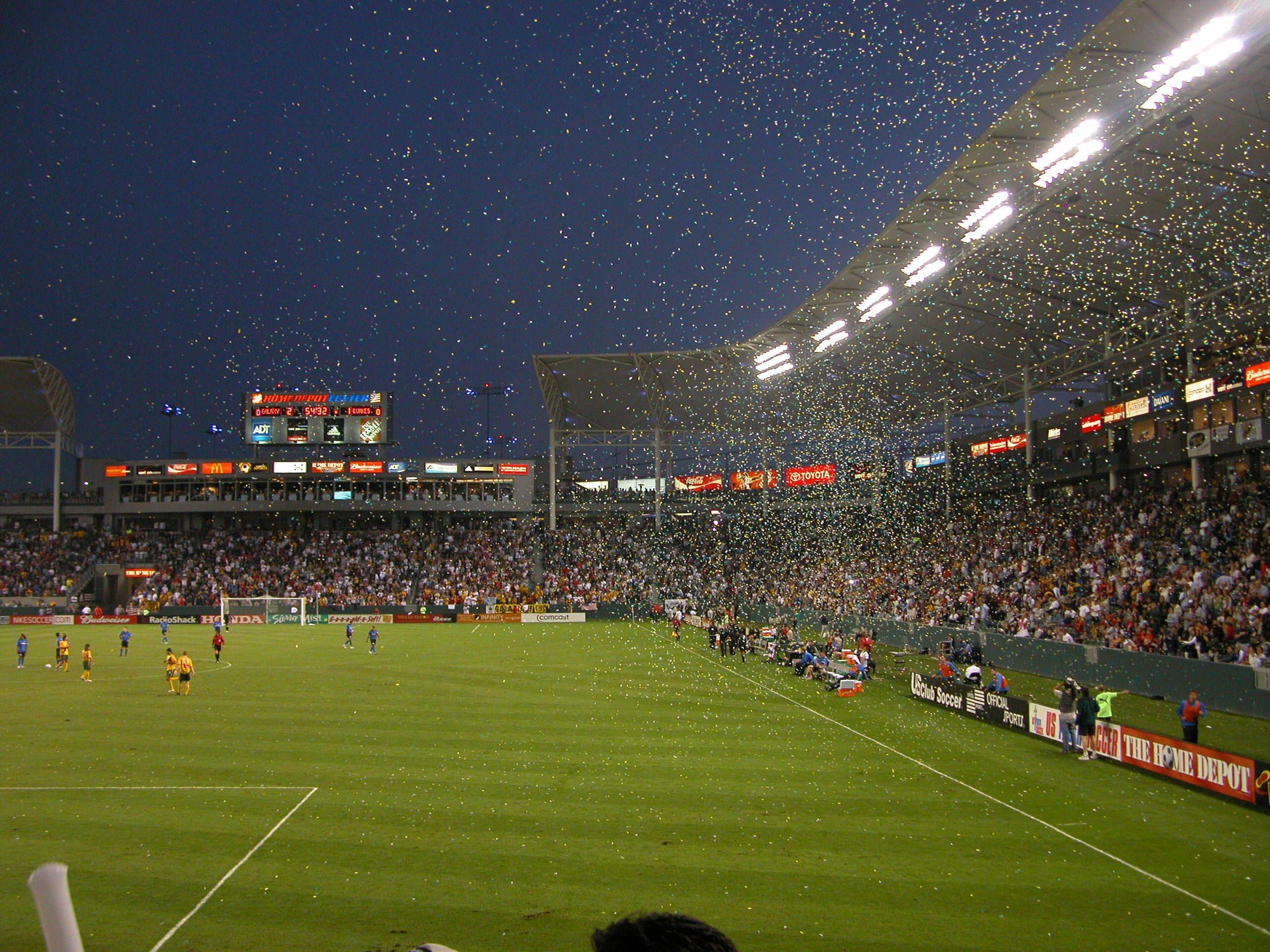
Vue du stade.
Logo de 2003 à 2013
Logo de 2014 à 2018